# Das Mädchen Insiang
Das Mädchen Insiang (Originaltitel Insiang) ist ein philippinisches Melodram aus dem Jahr 1976 unter der Regie von Lino Brocka. Die auf den Philippinen berühmten Schauspielerinnen Hilda Koronel und Mona Lisa stehen als Tochter und Mutter erstmals gemeinsam vor der Kamera. 1978 wurde Insiang als erster philippinischer Film im Rahmen der Quinzaine des réalisateurs bei den Internationalen Filmfestspielen von Cannes gezeigt.

## Handlung
Eine Kamerafahrt zeigt die junge Frau Insiang auf ihrem Heimweg von der Arbeit als Wäscherin durch ein verarmtes und heruntergekommenes Viertel von Manila. Sie wohnt beengt in einer Hütte zusammen mit ihrer seit dem Durchbrennen des Vaters verbitterten Mutter und der Familie des Onkels väterlicherseits. Insiangs Hoffnung ist, ihren Freund Bebot zu heiraten, um der bedrückenden Lebenssituation zu entfliehen. Dieser zeigt sich aber unentschlossen und verschanzt sich hinter Ausflüchten. Dass der schüchterne Nanding aus der Nachbarschaft sich ebenfalls für sie interessiert, wird sie nicht gewahr.
Als ein Sohn von Insiangs Tante sich in betrunkenem Zustand Ludy, der Verkäuferin eines kleinen Geschäftes in der Nachbarschaft, unsittlich nähert, nimmt Tonja dies als willkommenen Anlass, um die ungeliebte Verwandtschaft loszuwerden und ihren deutlich jüngeren Liebhaber Dado einzuquartieren. Dieser hatte schon zuvor ein Auge auf Insiang geworfen und nutzt die neue Konstellation, um sich als Beschützer Insiangs aufzuspielen und Bebot den Kontakt mit ihr zu verbieten. Insiang lehnt ihn allerdings vehement ab. In einer Nacht vergewaltigt Dado sie schließlich. Tonja glaubt ihrer Tochter zunächst, aber Dado versteht es, sie von der Mitschuld Insiangs durch ihr angeblich laszives Verhalten zu überzeugen.
Insiang sucht die Hilfe von Bebot, der ihre verzweifelte Situation aber lediglich ausnutzt, um in einem Stundenhotel mit ihr zu schlafen. Als er am nächsten Morgen aus dem Hotelzimmer verschwunden ist und danach kein Interesse mehr an ihr zeigt, sinnt sie auf Rache. Sie geht zum Schein auf Dados Annäherungsversuche ein und sorgt dafür, dass er zusammen mit zwei anderen Männern Bebot zusammenschlägt.
Dados Verhältnis mit Insiang bleibt Tonja nicht lange verborgen. Um sich auch an Dado, den sie nach wie vor verabscheut, zu rächen, stachelt Insiang die Eifersucht ihrer Mutter Tonja an. In einem Anfall von Wut ersticht Tonja hinterrücks Dado vor den Augen ihrer Tochter. Der Film endet damit, dass Insiang ihre Mutter im Gefängnis besucht.

## Hintergrund
Brocka selbst bezeichnet den Film als Charakterstudie einer jungen Frau, die in einer elenden Umgebung aufwächst. In ihr spiegelt sich die Gewalt der Lebensbedingungen, die Menschen vernichtet und ihre Würde raubt.
Nach Aussage der Produzentin Ruby Tan wurde der Film als erster überhaupt in Tondo, einem armen Stadtteil von Manila, gedreht. Das Drehbuch basiert auf einer dem Autor Mario O' Hara bekannten Familie. Die Schlussszene wurde in demselben Gefängnis abgedreht, in dem die wirkliche Mutter inhaftiert war.
Bei den 2015er Filmfestspiele von Cannes wurde eine durch The Film Foundation und das Film Development Council of the Philippines restaurierte Fassung gezeigt.

## Auszeichnungen
Filipino Academy of Movie Arts and Sciences Awards (FAMAS) 1977:
- Beste Nebendarstellerin (Mona Lisa)
- nominiert in den Kategorien Bester Film, Beste Regie, Beste Schauspielerin, Bester Nebendarsteller

Metro Manila Film Festival 1976:
- Beste Schauspielerin (Hila Koronel)
- Beste Nebendarstellerin (Mona Lisa)
- Bester Nebendarsteller (Ruel Vernal)
- Beste Kamera (Conrado Balthazar)